# Synodites breviventris
Synodites breviventris là một loài tò vò trong họ Ichneumonidae.